# Expédition de la Broadway
Première guerre de l'opium
Batailles
m
- Kowloon
- Chuanbi (1re)
- Chusan (1re)
- Barrière
- Chuanbi (2e)
- Bogue
- Première barre
- Whampoa
- Broadway
- Canton (1re)
- Canton (2e)
- Sanyuanli
- Amoy
- Chusan (2e)
- Chinhai
- Ningpo
- Tzeki
- Chapu
- Woosung
- Chinkiang
- Nerbudda

L'expédition de la Broadway (Broadway expedition) est une expédition militaire britannique qui a exploré la rivière Broadway (aujourd'hui appelée Xi) au Guangdong en Chine du 13 au 15 mars 1841 durant la première guerre de l'opium. C'est la première fois que des navires européens empruntent ce passage.
Après la bataille du Bogue qui leur ouvre l'accès à la rivière des Perles, les Britanniques cherchent à atteindre Canton, la plus grande ville du sud de la Chine, et explorent pour cela la rivière qui est alors également appelée « passage intérieur » ou « passage de Macao » car elle sert de canal tortueux entre la colonie portugaise de Macao et Canton. Les Chinois pensent que son accès est inaccessible aux étrangers en raison de sa faible profondeur et de sa tortuosité ainsi qu'à cause de la menace des forts situés le long des rives. L'exploration britannique est néanmoins permise par le faible tirant d'eau de 1,8 mètre du vapeur Nemesis, malgré son poids de plus de 600 tonnes.
Les opérations commencent le matin du 13 mars à Macao. Le capitaine James Scott (en) commande la flotte, qui se compose du HMS Samarang (en) et des vapeurs Nemesis et Atlanta de la Compagnie britannique des Indes orientales. Trois autres bateaux accompagnaient le Nemesis : deux du Samarang et un de l'Atlanta. À bord du Nemesis se trouvent le capitaine William Hall (en), plénipotentiaire et surintendant en chef du commerce britannique, Charles Elliot, surintendant adjoint au commerce, Alexander Johnston (en), et les interprètes John Morrison et Robert Thom (en). Un officier britannique écrit que « la connaissance de la langue par les interprètes et leur bon jugement enrôlaient souvent en notre faveur les habitants locaux, ce qui aurait pu beaucoup nous agacer, et ils étaient souvent capables d'atténuer les difficultés même de la guerre elle-même ».

## Forts capturés

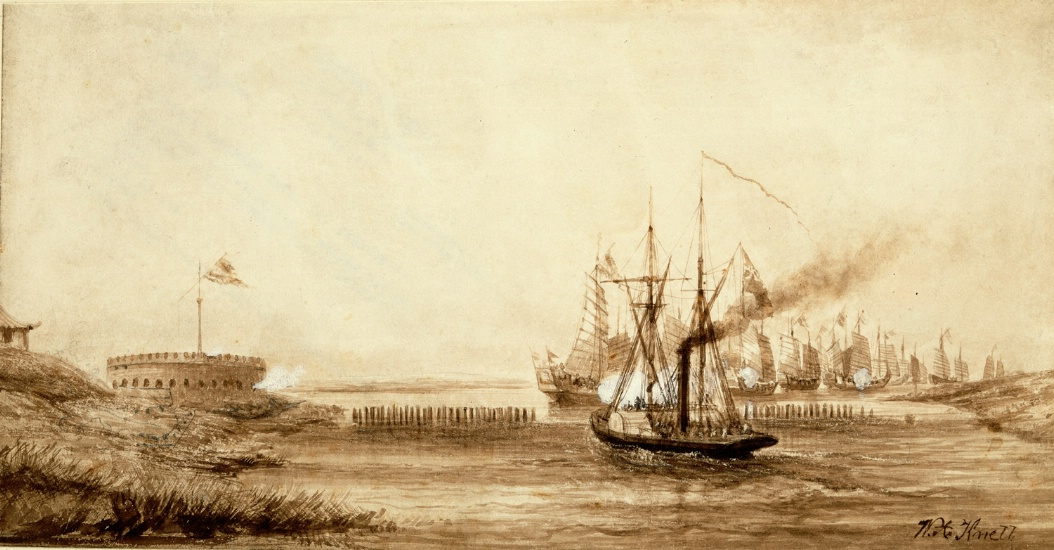
Le vapeur Nemesis engageant le fort de Houchung et des jonques de guerre chinoises le 13 mars 1841.

Liste des forts capturés (et du nombre de canons) par ordre chronologique au 13 mars :
- Motow – 13 canons[5]
- Tei-yat-kok – 12 à 14 canons[6]
- Houchung – 14 à 15 canons, défendu par neuf jonques de guerre dont sept sont détruites et deux s'enfuient ; 28 canons capturés[6],[7]
- Fie-shu-kok – 7 canons[7]

Plus haut sur le fleuve, la flotte atteint la ville commerçante de Heangshan (Zhongshan). Le Nemesis est à la poursuite de deux jonques qui s'étaient échappées plus tôt et étaient suivis par plusieurs bateaux de mandarins. Une jonque est capturée avec 4 canons à son bord,.
- Sheongchap – 8 canons[8]

Le 14 mars :
- Kong-how (ou Hong-how) – 9 canons[9]

Le 15 mars :
- Une jonque de guerre – 7 canons[10]